# UFC 302
 UFC 302: Makhachev vs. Poirier   è stato un evento di arti marziali miste tenuto dalla Ultimate Fighting Championship il 1º giugno 2024 al Prudential Center di Newark, negli Stati Uniti.

## Risultati
|                                        | Divisione             |                     |                 |                           | Metodo                                      | Round           | Tempo           | Premio          |
| Card Principale                        | Card Principale       | Card Principale     | Card Principale | Card Principale           | Card Principale                             | Card Principale | Card Principale | Card Principale |
| -------------------------------------- | --------------------- | ------------------- | --------------- | ------------------------- | ------------------------------------------- | --------------- | --------------- | --------------- |
| Sfida valida per il titolo di campione | Pesi leggeri          | Islam Makhachev (c) | batte           | Dustin Poirier            | Sottomissione (brabo choke)                 | 5               | 2:42            | FOTN, POTN      |
|                                        | Pesi medi             | Sean Strickland     | batte           | Paulo Costa               | Decisione non unanime (46–49, 50–45, 49–46) | 5               | 5:00            |                 |
|                                        | Pesi medi             | Kevin Holland       | batte           | Michał Oleksiejczuk       | Sottomissione tecnica (armbar)              | 1               | 1:34            | POTN            |
|                                        | Pesi welter           | Niko Price          | batte           | Alex Morono               | Decisione unanime (29–28, 29–28, 29–28)     | 3               | 5:00            |                 |
|                                        | Pesi welter           | Randy Brown         | batte           | Elizeu Zaleski dos Santos | Decisione unanime (29–28, 29–28, 29–28)     | 3               | 5:00            |                 |
| Card Preliminare                       |                       |                     |                 |                           |                                             |                 |                 |                 |
|                                        | Pesi medi             | Roman Kopylov       | batte           | César Almeida             | Decisione non unanime (29–28, 28–29, 30–27) | 3               | 5:00            |                 |
|                                        | Pesi massimi          | Jailton Almeida     | batte           | Alexander Romanov         | Sottomissione (rear-naked choke)            | 1               | 2:27            |                 |
|                                        | Pesi leggeri          | Grant Dawson        | batte           | Joe Solecki               | Decisione unanime (29–28, 30–27, 30–27)     | 3               | 5:00            |                 |
|                                        | Pesi leggeri          | Jake Matthews       | batte           | Philip Rowe               | Decisione unanime (29–28, 29–28, 30–27)     | 3               | 5:00            |                 |
|                                        | Pesi welter           | Bassil Hafez        | batte           | Mickey Gall               | Decisione unanime (30–27, 30–27, 29–28)     | 3               | 5:00            |                 |
|                                        | Pesi gallo femminili  | Ailín Pérez         | batte           | Joselyne Edwards          | Decisione unanime (30–27, 29–28, 29–28)     | 3               | 5:00            |                 |
|                                        | Catchweight (130 lbs) | André Lima          | batte           | Mitch Raposo              | Decisione non unanime (30–27, 28–29, 30–27) | 3               | 5:00            |                 |

## Premi
I lottatori premiati ricevettero un bonus di 50.000 dollari.
Legenda:
- FOTN: Fight of the Night (vengono premiati entrambi gli atleti per il miglior incontro dell'evento)
- POTN: Performance of the Night (viene premiato il vincitore per la migliore performance dell'evento)